# قرص حطام

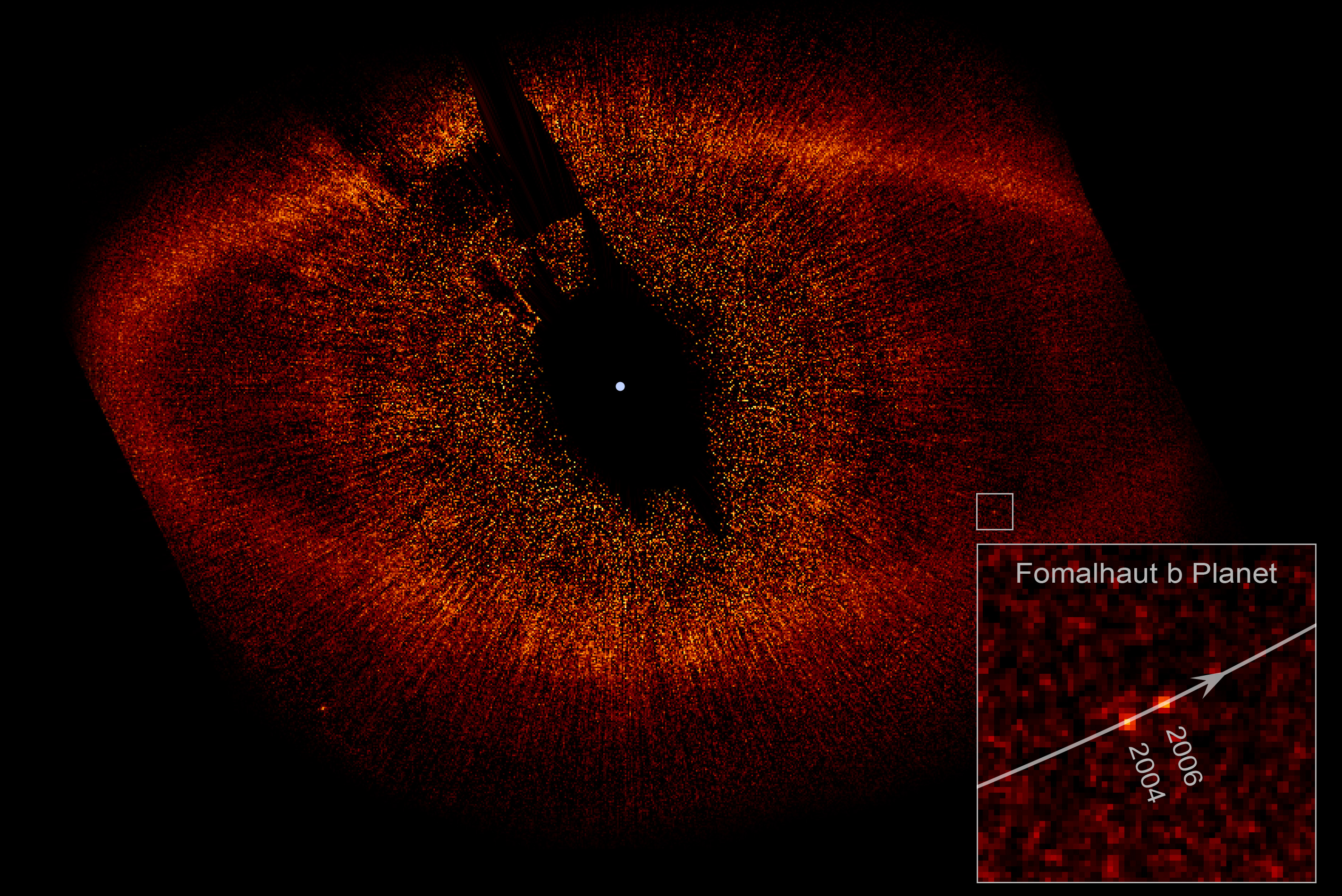
صورة بواسطة تلسكوب هابل الفضائي لقرص حطام حول نجم فم الحوت. ويرجح أن الحافة الداخلية للقرص قد شكلها الكوكب «فم الحوت ب» الموجود في الصورة إلى اليمين.

قرص حطام  في الفلك (بالإنجليزية: debris disk)‏ هو قرص مستدير من الغبار والحطام يدور في مدار حول نجم. تحوي بعض تلك الأقراص حلقات منفصلة مثلما نراها في صورة نجم فم الحوت إلى يمين الصورة. وتوجد أقراص الحطام في كل من النجوم المعمرة وكذلك النجوم الجديدة، كما اكتشف قرص حطام أو غاز حول أحد النجوم النيوترونية.

قرص الحطام لا يتكون فقط حول النجوم القديمة بل ترى أقراص حطام حول بعض النجوم الشابة مكونة ما يسمى قرص كوكبي، وذلك في مرحلة قبل تكاتلها وتجمعها في هيئة كواكب. كما يمكن تكون أقراص الحطام كبقايا لاصتدامات بين كويكبات تدور حول نجم، وهذه تعرف بالشهب والنيازك.
.
اكتشفت نحو 900 من النجوم ذات أقراص حطام حتى عام 2001 . وهي تكتشف في العادة عن طريق رصد الأشعة تحت الحمراء الآتية لنا من النجم مع فحص عما إذا كان في طيفه أشعة تحت الحمراء إضافية لما يشعه النجم منها. ذلك الجزء الإضافي من الأشعة تحت الحمراء هو عبارة عن أشعة تحت الحمراء منبعثة من النجم وتم امتصاصها في الغبار والحطام الذي يحيطه، ثم تصدر بعد ذلك من الغبار فنراها (يتعرف الفلكيون على تلك الزيادة في طيف الأشعة تحت الحمراء للنجم عن طريق مقارنته بطيف جسم أسود، حيث يكون طيف الأشعة تحت الحمراء من النجم أكثر شدة من طيف جسم اسود في نفس درجة الحرارة).

توصف أقراص الحطام المحيطة ببعض النجوم بأنها نوع ضخم من الغبار والحطام الموجود في المجموعة الشمسية. وقد وجد أن معظم أقراص الحطام موجودة على أبعاد بين 10 إلى 100 وحدة فلكية، وهي تشابه في ذلك حزام كايبر في المجموعة الشمسية، إلا أنها تكون غنية كثيراً بالغبار حول النجوم الأخرى. تحتوي بعض أقراص الحطام على غبار دافئ نسبيا يكون واقعا على بعد نحو 10 وحدات فلكية من النجم، أي أنها تكون قريبة نسبيا من النجم.

## صفات أقراص الحطام
يشغل قرص الحطام حيزا واسعا حول النجم يصل بين وحدة فلكية أو أقل إلى 100 وحدة فلكية، على أن معظم الحالات توجد بين 30 وحدة فلكية إلى 120 وحدة فلكية. ويكون القرص رقيقا جدا حيث لا يزيد سمكه عن 1و0 وحدة فلكية. وتصل كتل الحطام في القرص بين 1/100 من كتلة الأرض إلى عدة مئات من كتلة الأرض (أي كواكب) وتقل كلما زاد عمر النجم.

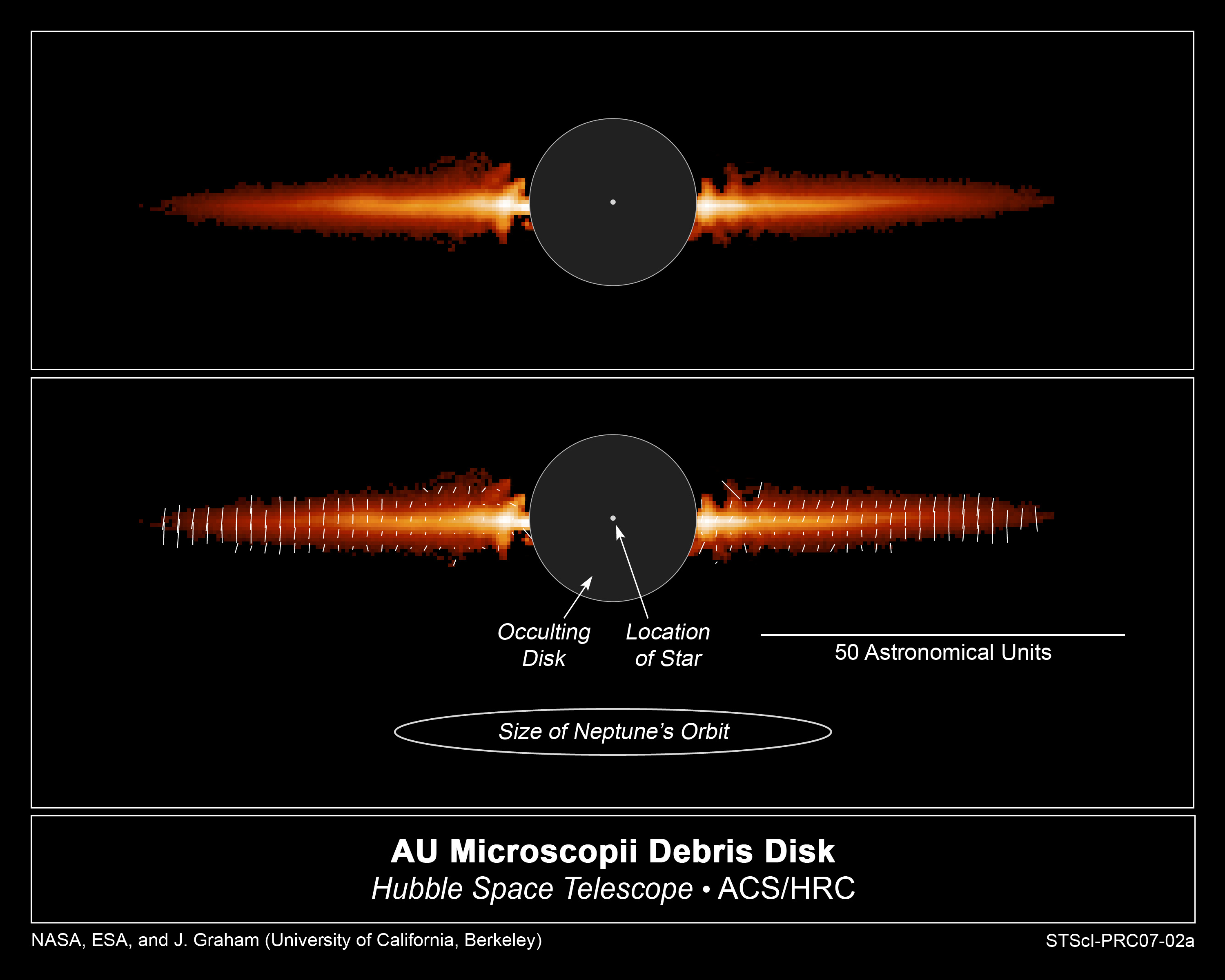
صورة ب تلسكوب هابل الفضائي لقرص حطام حول القزم الأحمر AU Microscopii

وقد رصدت أقراص حطام لنجوم النسق الأساسي ذات تصنيف الطيف A إلى M ، مع العلم بأن معظمها ينتمي إلى نجوم معمرة. وتبين أجهزة الرصد الحديثة أن نحو 20% من النجوم المشابهة للشمس لها أقراص حطام باردة. ولا توجد علاقة بين معدنية (فلك) النجم واحتمال وجود قرص حطام حوله. ب
.
وقد يصل عمر النجم بين عدة ملايين من السنين إلى عدة مليارات من السنين. وأكثر عمر لقرص حطام وجد لقرص القزم الأحمر GJ 581 والذي يقدر عمره بنحو ملياري سنة. وبالنسبة إلى الأقزام الحمر الأكثر عمرا فلا يكفي أشعاع النجم والريح النجمي لتشتيت قرص الحطام.
.
أمكن بواسطة مطياف الأشعة تحت الحمراء تعيين التركيب الكيميائي للعديد من أقراص الحطام. تحتوي جسيمات الغبار عل معادن متبلورة مثل «فورستريت» ومجموعات بيروكسين ومجموعات أوليفين. وهي تشابه في ذلك تكوين الشهب والكويكبات الخارجية في المجموعة الشمسية.

يقسم الفلكيون قرص الحطام إلى منطقتين: جزء دافيء وجزء بارد. وتصل درجة حرارة القرص الدافيء في المتوسط بين 100 كلفن إلى 150 كلفن. ويكتسب الغبار تلك الحرارة عند مسافة عدة وحدات فلكية من النجم. اما جزء القرص البارد فتصل درجة حرارته غلأى نحو 20 كلفن. وهذه تعادل درجة حرارة حزام كايبر في المجموعة الشمسية، وتعادل مسافة نحو 30 إلى عدة مئات وحدة فلكية من النجم.

وقد وجدت أقراص حطام أيضا في أنظمة النجوم الثنائية. وفيها ينطبق في أغلب الحالات مستوى قرص الحطام على مستوي دوران النجمين حول بعضهما البعض. وبسبب تأثير جاذبية النجمين على القرص فإن جزء القرص الداخلي يخلو سريع من الحطام بحيث لا نرصد لتلك الأقراص الدافئة نسبيا أشعة تحت الحمراء.

## أقراص حطام حول أقزام بيضاء
كثير من الأقزام البيضاء يبدي زيادة في طيف الأشعة تحت الحمراء مما يشير إلى وجود قرص حطام حول كل منها. علاوة على ذلك تؤكد المشاهدة وتحليل الطيف وجود غبار حول تلك النجوم الشديدة الكثافة. وتوجد في أجواء بعض تلك النجوم عناصر ثقيلة، رغم شدة كثافة النجم ذاته. وقد يكون ذلك من تأثير الجاذبية حيث تتبع العناصر الثقيلة مدارات حول النجم على بعد صغير منه (مدارات تحتية) ولا نجدها في الطبقات العالية من جو القزم الأبيض. ونظرا لأنه لا يحدث تبخر يذكر من القزم ذاته فلا بد وأن يأتي هذا الغبار من الخارج من قرص حطام يمده بتلك المعادن باستمرار.
.
ولا ينتج غبار القزم الأبيض من تصادم حطام وكويكبات، إذ يمكن أيضا تكوين الغبار عن طريق قوى المد والجذر التي يؤثر بها القزم الأبيض على كويكبات تدور حوله قريبة فتتفتت.
يمكن من زمن انخفاض درجة حرارة القزم الأبيض تقدير عمر قرص الحطام بنحو 100 مليون سنة إلى نحو 1000 مليون سنة، مع العلم بأن شدة ضياء القزم الأبيض تقل بزيادة عمره فلا تكفي لمد قرص الحطام بالحرارة. وقد يصل نصف قطر القرص نحو نصف قطر الشمس. ونظرا لأن القزم الأبيض هو المرحلة الأخيرة الناشئة من عملاق أحمر بما للعملاق الأحمر من نصف قطر بالغ الكبر (يصل نصف قطر عملاق أحمر نحو المسافة بين الشمس والمريخ)، فلا يمكن لقرص الحطام حول القزم الأبيض أن يكون من بقايا تكوّنه. يصل الجزء الداخلي للقرص إلى درجات حرارة تقدر بنحو 1500 كلفن، وهي بذلك أشد حرارة من أقراص نجوم النسق الأساسي.
.